# 美亞光電
合肥美亞光電技術股份有限公司，簡稱合肥美亞光電技術股份、合肥美亞光電技術、合肥美亞光電，以及美亞光電（英語：Hefei Meiya Optoelectronic Technology Inc，深交所：002690），於2000年由田明（董事長）創立前身為「合肥美亞光電技術有限責任公司」。
現時業務在國內和全球經營光电检测与分级专用设备及其应用软件研发、生产和销售，招股價為17元人民幣，發行新股為5000萬股，集資額為8.5億元人民幣，而股份則在2012年7月31日於深圳證券交易所中小板上市。
總部位於合肥高新区天湖路4号。

## 連結
- chinameyer.com （页面存档备份，存于）